# 中頭郡
中頭郡（日语：／ Nakagami gun */?）位於琉球列島沖繩群島之沖繩島中部，為日本沖繩縣轄下的一個郡。

## 轄區
現轄3町3村。
- 嘉手納町
- 北谷町
- 西原町
- 北中城村
- 中城村
- 讀谷村

## 歷史

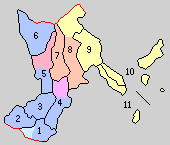
中頭郡最初時轄下町村位置圖：1.西原村 2.浦添村 3.宜野湾村 4.中城村 5.北谷村 6.读谷山村 7.越来村 8.美里村 9.具志川村 10.与那城村 11.勝連村（橙色部分現已合併為冲绳市、黄色部分現已合併為宇流麻市、桃色部分現為北中城村、水藍色部分現已合併為那覇市、紅色部分現为嘉手纳町）

### 年表
- 1896年4月1日：實施郡區制，中頭郡成立，下轄原中頭方之範圍，具志川間切、美里間切、與那城間切、勝連間切、越來間切、中城間切、讀谷山間切、北谷間切、宜野灣間切、浦添間切、西原間切。（11間切）
- 1908年4月1日：實施町村制，中頭郡下轄具志川村、美里村、與那城村、勝連村、越來村、中城村、讀谷山村、北谷村、宜野灣村、浦添村、西原村。（11村）
- 1945年9月26日：美里村北部分割獨立成石川市，並脫離中頭郡之管轄。（11村）
- 1946年5月20日：中城村北部分割獨立成北中城村。（12村）
- 1946年12月16日：讀谷山村改名為讀谷村。
- 1948年12月4日：北谷村北部分割獨立成嘉手納村。（13村）
- 1956年6月13日：越來村改名為胡差村。
- 1956年7月1日：胡差村改制為胡差市，並脫離中頭郡之管轄。（12村）
- 1962年7月1日：宜野灣村改制為宜野灣市，並脫離中頭郡之管轄。（11村）
- 1968年7月1日：具志川村改制為具志川市，並脫離中頭郡之管轄。（10村）
- 1970年7月1日：浦添村改制為浦添市，並脫離中頭郡之管轄。（9村）
- 1974年4月1日：美里村與胡差市合併成為沖繩市，並脫離中頭郡之管轄。（8村）
- 1976年1月1日：嘉手納村改制為嘉手納町。（1町7村）
- 1979年4月1日：西原村改制為西原町。（2町6村）
- 1980年4月1日：（4町4村）
  - 北谷村改制為北谷町。
  - 勝連村改制為勝連町。
- 1994年1月1日：與那城村改制為與那城町。（5町3村）
- 2005年4月1日：勝連町、與那城町、具志川市、石川市合併成為宇流麻市，並脫離中頭郡之管轄。（3町3村）

### 變遷表
| 時間     | 行政劃分    | 行政劃分    | 行政劃分  | 行政劃分  | 行政劃分  | 行政劃分  | 行政劃分  | 行政劃分  | 行政劃分    | 行政劃分  | 行政劃分  | 行政劃分    | 行政劃分  | 行政劃分  |
| 1890年代 | 具志川 間切 | 與那城 間切 | 勝連 間切 | 美里 間切 | 美里 間切 | 越來 間切 | 中城 間切 | 中城 間切 | 讀谷山 間切 | 北谷 間切 | 北谷 間切 | 宜野灣 間切 | 浦添 間切 | 西原 間切 |
| 1900年代 | 具志川 村   | 與那城 村   | 勝連村    | 美里村    | 美里村    | 越來村    | 中城村    | 中城村    | 讀谷山 村   | 北谷村    | 北谷村    | 宜野灣 村   | 浦添村    | 西原村    |
| 1910年代 | 具志川 村   | 與那城 村   | 勝連村    | 美里村    | 美里村    | 越來村    | 中城村    | 中城村    | 讀谷山 村   | 北谷村    | 北谷村    | 宜野灣 村   | 浦添村    | 西原村    |
| 1920年代 | 具志川 村   | 與那城 村   | 勝連村    | 美里村    | 美里村    | 越來村    | 中城村    | 中城村    | 讀谷山 村   | 北谷村    | 北谷村    | 宜野灣 村   | 浦添村    | 西原村    |
| 1930年代 | 具志川 村   | 與那城 村   | 勝連村    | 美里村    | 美里村    | 越來村    | 中城村    | 中城村    | 讀谷山 村   | 北谷村    | 北谷村    | 宜野灣 村   | 浦添村    | 西原村    |
| 1940年代 | 具志川 村   | 與那城 村   | 勝連村    | 石川市    | 美里村    | 越來村    | 中城村    | 北中城 村 | 讀谷村      | 嘉手納 村 | 北谷村    | 宜野灣 村   | 浦添村    | 西原村    |
| 1950年代 | 具志川 村   | 與那城 村   | 勝連村    | 石川市    | 美里村    | 胡差村    | 中城村    | 北中城 村 | 讀谷村      | 嘉手納 村 | 北谷村    | 宜野灣 村   | 浦添村    | 西原村    |
| 1950年代 | 具志川 村   | 與那城 村   | 勝連村    | 石川市    | 美里村    | 胡差市    | 中城村    | 北中城 村 | 讀谷村      | 嘉手納 村 | 北谷村    | 宜野灣 村   | 浦添村    | 西原村    |
| 1960年代 | 具志川 市   | 與那城 村   | 勝連村    | 石川市    | 美里村    | 宜野灣 市 | 中城村    | 北中城 村 | 讀谷村      | 嘉手納 村 | 北谷村    |             | 浦添村    | 西原村    |
| 1970年代 | 具志川 市   | 與那城 村   | 勝連村    | 石川市    | 沖繩市    | 沖繩市    | 中城村    | 北中城 村 | 讀谷村      | 嘉手納 町 | 北谷村    | 浦添市      | 西原町    |           |
| 1980年代 | 具志川 市   | 與那城 村   | 勝連町    | 石川市    | 沖繩市    | 沖繩市    | 中城村    | 北中城 村 | 讀谷村      | 嘉手納 町 | 北谷町    | 浦添市      | 西原町    |           |
| 1990年代 | 具志川 市   | 與那城町    | 勝連町    | 石川市    | 沖繩市    | 沖繩市    | 中城村    | 北中城 村 | 讀谷村      | 嘉手納 町 | 北谷町    | 浦添市      | 西原町    |           |
| 2000年代 | 宇流麻市    | 宇流麻市    | 宇流麻市  | 宇流麻市  | 沖繩市    | 沖繩市    | 中城村    | 北中城 村 | 讀谷村      | 嘉手納 町 | 北谷町    | 浦添市      | 西原町    |           |